# Nord (Groenlandia)
Nord è una base militare del Forsvarskommandoen dell'esercito danese nella Groenlandia settentrionale affacciata sul Mare di Wandel.

## Geografia fisica

### Territorio

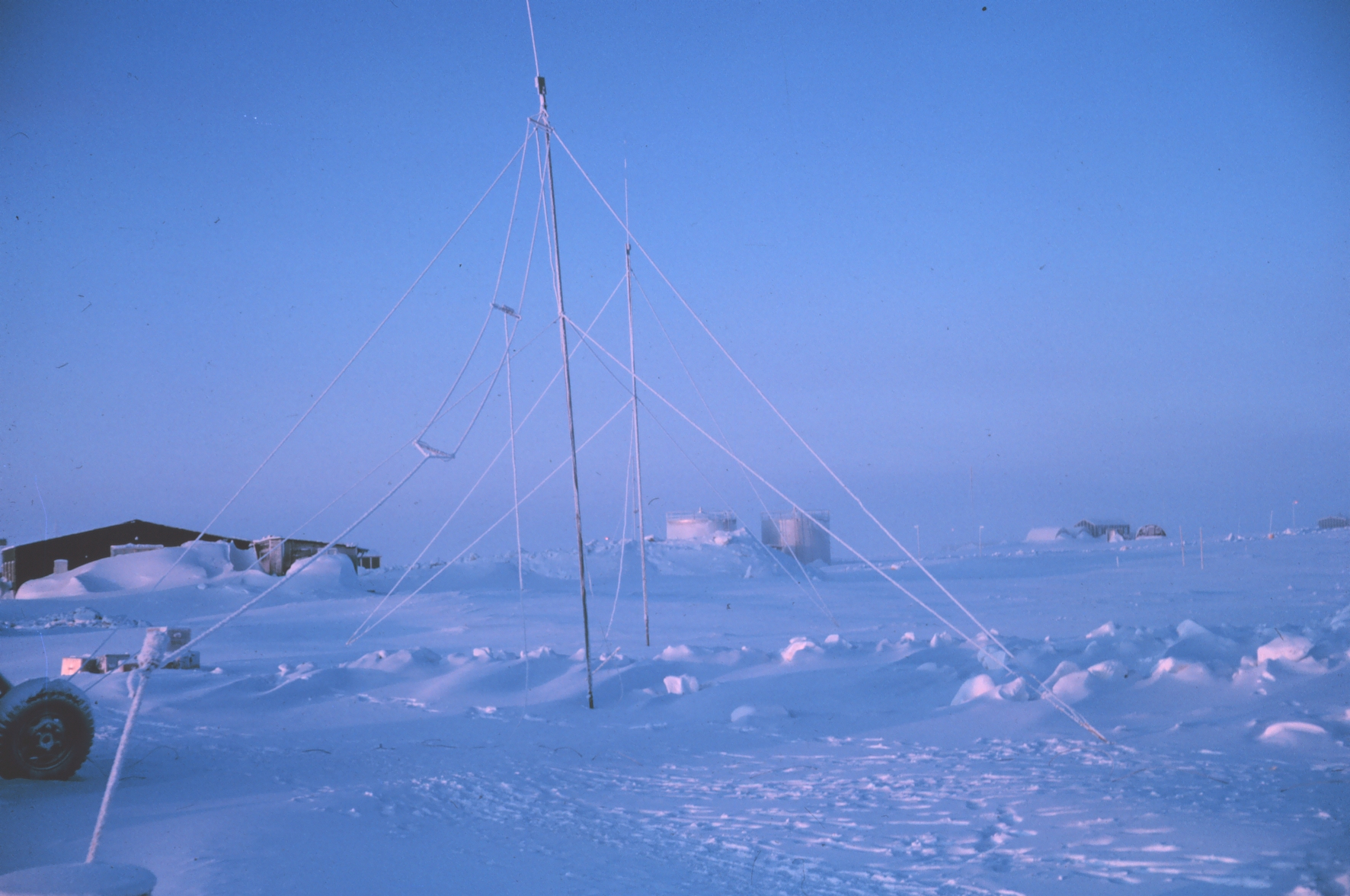
Nord

La base si trova a circa 800 km dal polo nord ed è abitata in permanenza da 4 ufficiali e può accogliere in estate fino a 20 scienziati. Come posizione è il secondo centro abitato più settentrionale della Terra dopo Alert, in Canada.

### Clima
| Mese                           | Gen | Feb | Mar | Apr | Mag | Giu  | Lug | Ago | Set | Ott | Nov | Dic | Anno |
| ------------------------------ | --- | --- | --- | --- | --- | ---- | --- | --- | --- | --- | --- | --- | ---- |
| Temperatura massima media (°C) | -27 | -26 | -27 | -18 | -2  | -3,4 | 6   | 4   | -6  | --- | -22 | -24 | -13  |
| Temperatura minima media (°C)  | -32 | -32 | -33 | -23 | -12 | -1   | 1   | 1   | -10 | -21 | -27 | -29 | -18  |